# Филипп II Смелый
Филипп II Смелый (фр. Philippe II de Valois le Hardi; 7 января 1342, Понтуаз — 27 апреля 1404, Халле, Бельгия) — основатель Младшего Бургундского дома — правителей герцогства Бургундского. Был четвёртым сыном (из четырнадцати детей) короля Франции Иоанна II. Представитель младшей ветви династии Капетингов. Прапраправнук короля Франции Людовика IX Святого по прямой мужской линии. Один из могущественнейших феодалов Франции.

## Юность

Герб Филиппа Смелого после 1363 г.

Рождённый в 1342 году, Филипп получил прозвище «Смелый» в 1356 году, после битвы при Пуатье, во время которой он, будучи от роду 14 лет, сражаясь рядом со своим отцом, оказался среди тех, кто не бросил того в критическую минуту. Итогом битвы стало пленение Иоанна II англичанами, после которого Филипп сопровождал отца в Англию.
Он стал первым герцогом Турени в 1360 году, в качестве награды за свои действия при Пуатье, но после смерти отца возвратил титул короне. 27 июня 1363 г. Иоанн II назначил принца Филиппа своим генерал-лейтенантом в Бургундии, перешедшей к Иоанну II после смерти Филиппа Руврского в 1361 году, а 6 сентября специальным письмом даровал ему и его наследникам титул герцога Бургундии и Первого пэра Франции. Филипп управлял герцогством вплоть до своей смерти.
После смерти Иоанна Доброго на французский престол взошел его сын Карл V Мудрый, который в официальном ордонансе от 2 июня 1364 г. подтвердил права Филиппа Храброго на герцогство Бургундию. При этом домен Филиппа расширился за счет епархий Лиона, Макона, Отёна, Шалона и Лангра (герцогство Турень вновь отошло к французской короне).
В 1369 году Филипп взял в жены Маргариту, вдову Филиппа Руврского, потенциальную наследницу своего отца Людовика II Мальского, графа Фландрии, Невера и Ретеля, своей бабки Маргариты Французской, графини Бургундии и Артуа и своей тётки Жанны, герцогини Брабанта и Лимбурга, маркграфини Антверпена и сеньоры Мехелена. После смерти тестя Филипп получил (по праву его жены) Фландрию, Бургундию (Франш-Конте), Невер, Ретель и Артуа, заложив основы богатства и могущества герцогов Бургундских. Остальное наследство его жены получили впоследствии его потомки.

## Деятельность во Франции

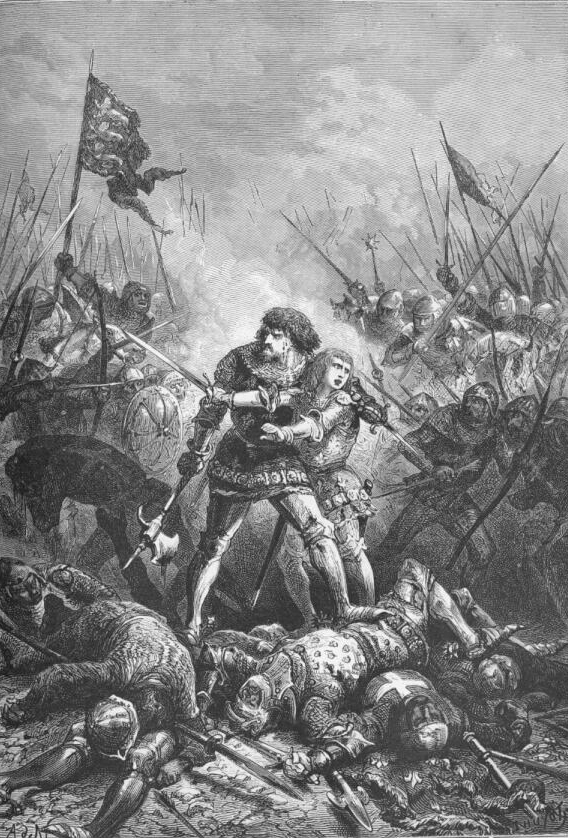
Пленение Иоанна Доброго и его сына Филиппа при Пуатье. Илл. из издания «Популярной истории Франции» Фр. Гизо XIX в.

В 1380 году, после смерти Карла V, его наследником стал двенадцатилетний сын короля Карл VI. Для нового короля — фактически ещё ребёнка, был создан регентский совет, в состав которого входили: Людовик I Анжуйский, Филипп II Смелый, герцог Беррийский Жан и Людовик II де Бурбон. Регентство продлилось вплоть до 1388 года, Филипп занял в совете доминирующую роль: Луи Анжуйский боролся за Неаполь до своей смерти в 1384 году, а Жан интересовался главным образом Лангедоком и особенно занимался политикой; Луи де Бурбон играл малую роль в совете из-за своей индивидуальности (он показал признаки умственной неустойчивости) и статуса (он не был сыном короля).
Эпоха всевластия (1380—1388) дядей Карла VI характеризовалась безраздельным разгулом личных амбиций принцев крови. Неаполитанский поход (1382—1384) Людовика I Анжуйского, фландрский поход Филиппа Смелого, меценатство Жана Беррийского оплачивались из королевской казны, также огромные средства были среди прочего выброшены на неудавшуюся экспедицию в Англию. Победа при Роозенбеке мало что дала французской короне. Для того, чтобы оплатить необходимые на ведение войны и амбиции принцев крови расходы, были резко подняты косвенные налоги и вновь введена подымная подать. Восстания в Париже, Руане, Реймсе были подавлены с редкой жестокостью, на мятежные города были наложены крупные штрафы.
С 1379 по 1382 года Филипп предпринял поход с целью оказать помощь тестю графу Фландрскому, в котором принял участие и король. В октябре в Аррасе было собрано 10 тыс. конных воинов, к которым присоединились арбалетчики и пехотинцы. Мост через реку Лис был разрушен, ценой огромного напряжения французам удалось переправиться на другую сторону вброд или восстановив подручными средствами мост и захватить первый фламандский город Коммин. В следующей битве под Роозбеком король рвался в сражение, пытаясь принять участие в рукопашной как простой солдат, от чего герцог Бургундский насилу смог его удержать. Французы одержали полную победу, после чего война была практически закончена. Несколько фландрских городов были разграблены, на остальные наложены высокие пошлины и штрафы, иногда превосходившие вчетверо то, что принято было платить при прежних царствованиях.

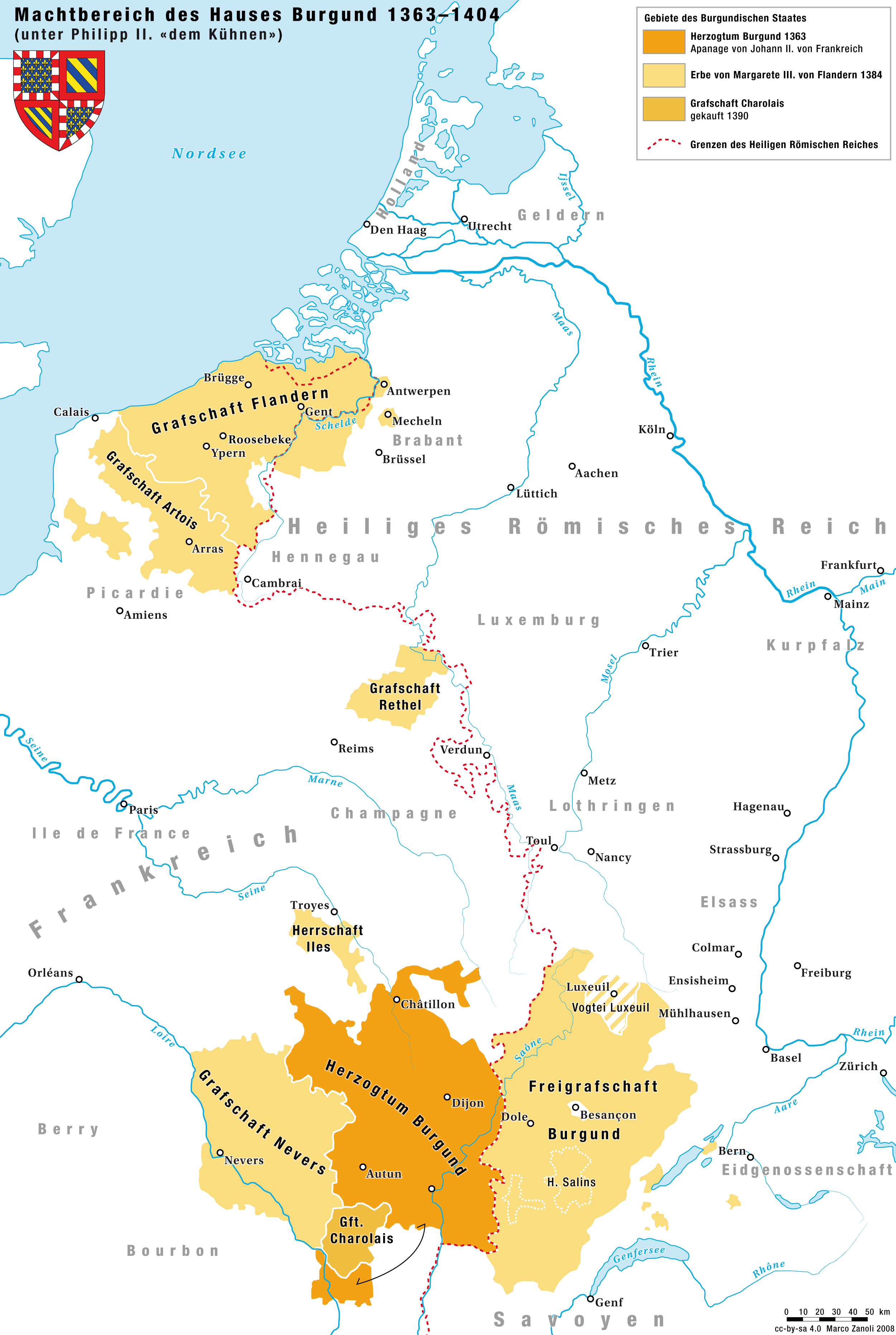
Герцогство Бургундское во время правления Филиппа II Смелого.

3 ноября 1388 года Карл VI на заседании королевского совета заявил, что принимает власть в свои руки. Дядья были удалены из совета, а их требования о компенсации затрат по управлению страной оставлены без внимания. Фактически апатичный и слабохарактерный король передоверил власть другой придворной партии, получившей название «мармузетов» (фр. Marmousets, «мальчуганы»). В её состав входили: (Оливье де Клиссон, Жан де Вьенн, Жан ле Мерсье, Жан де Монтагю, Бюро де ла Ривьер). Это были, в основном, оставшиеся не у дел советники Карла V, мечтавшие вернуться к методам правления покойного короля.
Приступ безумия Карла VI в лесу под Мансом позволил дядьям короля — Жану Беррийскому, Филиппу II Смелому Бургундскому, Людовику II Бурбонскому — вернуть себе власть. Хотя уже в сентябре 1392 года к Карлу VI вернулся рассудок, это было лишь временной передышкой. Уже в следующем году приступ повторился, в дальнейшем приступы становились всё более частыми и продолжительными. Тем не менее, дядьям короля удалось стабилизировать внутреннее положение страны.
Филипп II Смелый умер 27 апреля 1404 года в Галле, графство Эно (современная Бельгия). Преемником Филиппа стал его сын герцог Иоанн Бесстрашный, унаследовавший как земли в Голландии, так и положение во Франции.

## Итоги правления
Став родоначальником младшего Бургундского дома, Филипп II Бургундский значительно расширил состав и упрочил положение Бургундии, оставив своим наследникам герцогам Бургундским положение самых влиятельных сеньоров королевства, соперничавших в могуществе с королями Франции.
Покровительствовал искусствам, приглашал в свою столицу — Дижон — знаменитейших художников того времени. Так, к примеру, озаботившись созданием герцогской усыпальницы, Филипп II предназначил эту роль аббатству Шанмоль в Дижоне, пригласив для работы над скульптурным украшением знаменитого мастера — нидерландца Клауса Слютера.
Своим указом от 1395 года Филипп II Смелый запретил выращивать виноград сорта Гаме и указал на необходимость выращивать сорт Пино-нуар, что является одним из первых в мире примеров установлений требований к качеству продуктов питания и первой известной регламентацией относительно качества вина.

## Личность

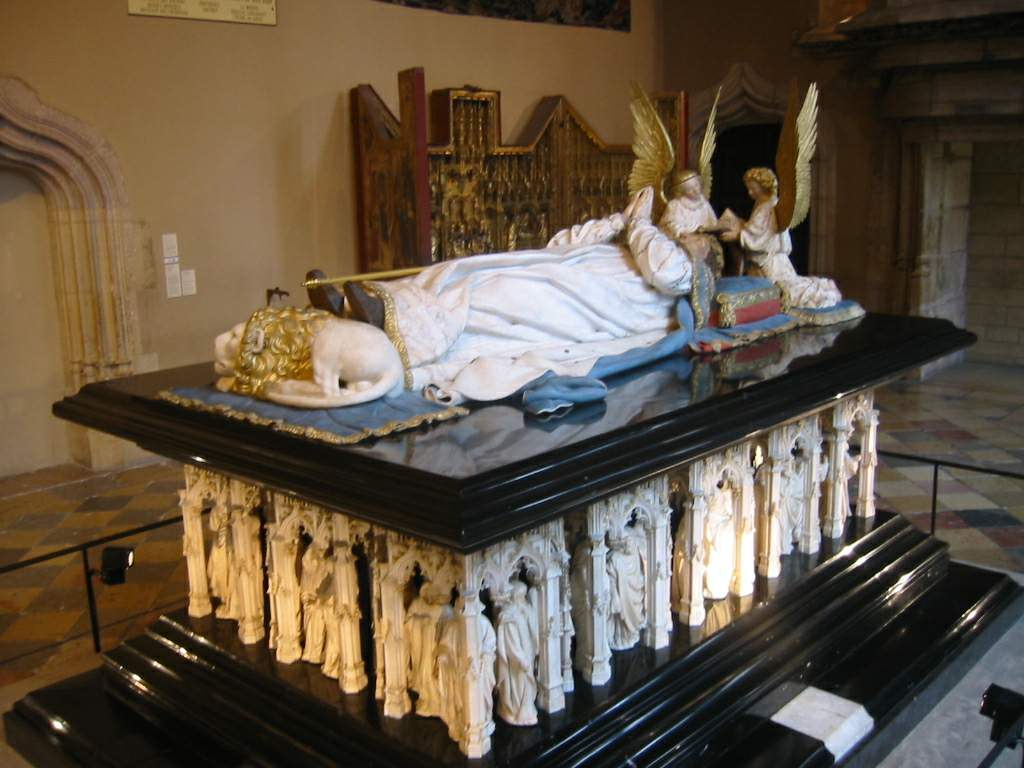
Надгробие Филлипа Смелого в Дижонском дворце.

Филипп II славился своей любовью к рыцарским забавам, был известным ценителем женской красоты. В одежде стремился к поражающей воображение роскоши. Примером может послужить непременный плюмаж его шляпы, состоявший из 12 страусиных перьев, 2 перьев фазана и 2 перьев редких заморских птиц.

## Семья

### Брак и дети
В 1369 году Филипп женился на Маргарите Дампьер (1350—1405), дети:
- Жан Бесстрашный (1371—1419), следующий герцог Бургундский;
- Карл (1372—1373)
- Маргарита (1374—1441), супруга Вильгельма IV, графа Эно, Голландии и Зелландии;
- Людовик (1377—1378)
- Екатерина (1378—1425), супруга герцога Леопольда IV Австрийского;
- Бонна (1379—1399);
- Мария (1380—1428), супруга герцога Амадея VIII Савойского
- Антуан (1384—1415), граф Ретеля, затем герцог Брабантский;
- Филипп (1389—1415), граф Невера и Ретеля.

В подготовке браков своих детей Филипп в первую очередь преследовал дипломатические и стратегические цели, которые будут продолжать использоваться его преемниками в Бургундии вплоть до императора Максимилиана I. Например, брак 1385 года его сына Жана Бесстрашного и Маргариты Баварской, дочери Альбрехта Баварского, подготовили в дальнейшем присоединение Голландии и Геннегау к герцогству Бургундия. Выдав своих дочерей замуж за представителей династии Виттельсбах, Филиппу удалось заключить альянсы с австрийским и савойским герцогами.